# Miguel Gálvez-Taroncher
Miguel Gálvez-Taroncher (Valencia, 1974) is een Spaans componist. In 2006 won hij de eerste prijs in de prestigieuze Koningin Elisabethwedstrijd voor compositie te Brussel, met zijn compositie La luna y la muerte voor piano en orkest. Gálvez-Taroncher is muziekpedagoog aan het Conservatorium van Granada.

## Lijst met werken (selectie)
- Poemas de la ladera este (1998)
- Telar (2001)
- Konzert für Bassklarinet und Ensemble (2002)
- El sueño eterno (2003)
- Eclipse (2003)
- Mondszene (2004)
- El gran inquisidor (2004)
- Noche de sollozos (2005)
- La Luna y la Muerte (2006)
- Blick in die Wirrnis (2007)
- Kammerkonzert (2007)
- Paisaje sonoro (homenaje a Jaime Sabines) (2008)
- Llama de amor viva (2008)
- Konzert für Orchester (2008)